# 大沙鮨
大沙鮨，為輻鰭魚綱鱸形目鱸亞目鮨科的其中一種，分布於東太平洋區，從墨西哥下加利福尼亞半島及哥倫比亞海域，體長可達37公分，為底棲性魚類，屬肉食性，生活習性不明。

## 擴展閱讀
維基物種上的相關：大沙鮨